# Lama Lama National Park
Lama Lama National Park är en park i Australien. Den ligger i delstaten Queensland, omkring 1 800 kilometer nordväst om delstatshuvudstaden Brisbane.
Trakten runt Lama Lama National Park är nära nog obefolkad, med mindre än två invånare per kvadratkilometer.. Det finns inga samhällen i närheten.
I omgivningarna runt Lama Lama National Park växer huvudsakligen savannskog. Genomsnittlig årsnederbörd är 1 141 millimeter. Den regnigaste månaden är mars, med i genomsnitt 354 mm nederbörd, och den torraste är augusti, med 1 mm nederbörd.